# Алымка (приток Боровой)
Алымка — река в России, протекает по Тюменской области. Устье реки находится в 11 км по левому берегу реки Боровая. Длина реки составляет 235 км. Площадь водосборного бассейна — 4050 км².

## Притоки
(км от устья)
- 130 км: Мутунья (пр)
- 131 км: Рынья (лв)
- 159 км: Иземетка (пр)
- 205 км: Калачья (пр)

## Данные водного реестра
По данным государственного водного реестра России относится к Иртышскому бассейновому округу, водохозяйственный участок реки — Иртыш от впадения реки Тобол до города Ханты-Мансийск (выше), без реки Конда, речной подбассейн реки — бассейны притоков Иртыша от Тобола до Оби. Речной бассейн реки — Иртыш.
Код объекта в государственном водном реестре — 14010700112115300013210.